# Míssil aire-superfície

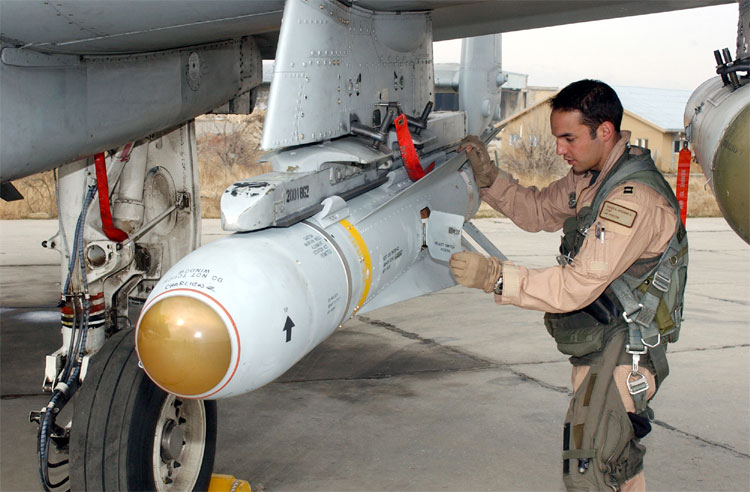
Un pilot inspecciona un míssil AGM-65 Maverick en el seu Fairchild Republic A-10 Thunderbolt II.

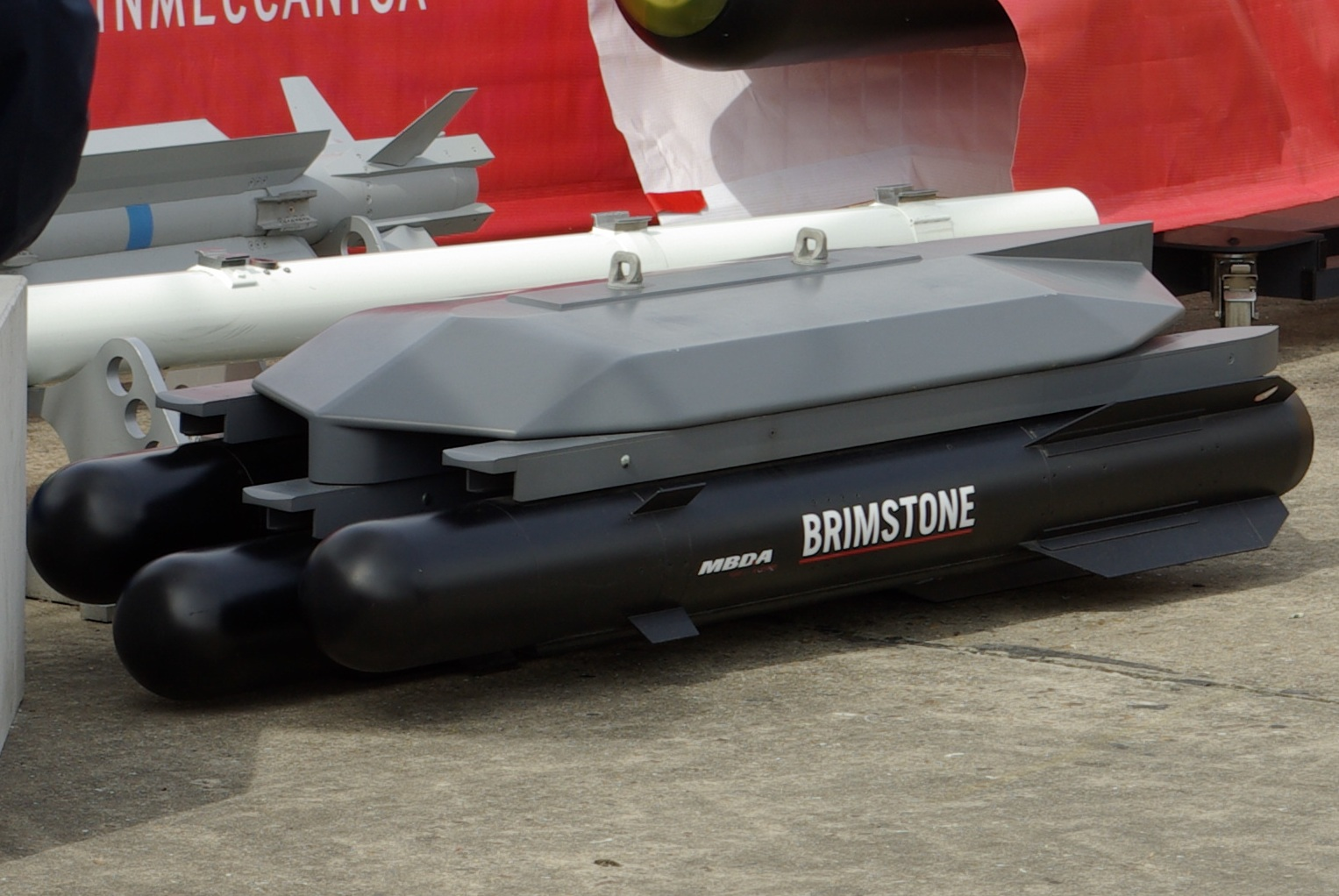
El Míssil Brimstone britànic és un míssil antitancs dispara i oblida.

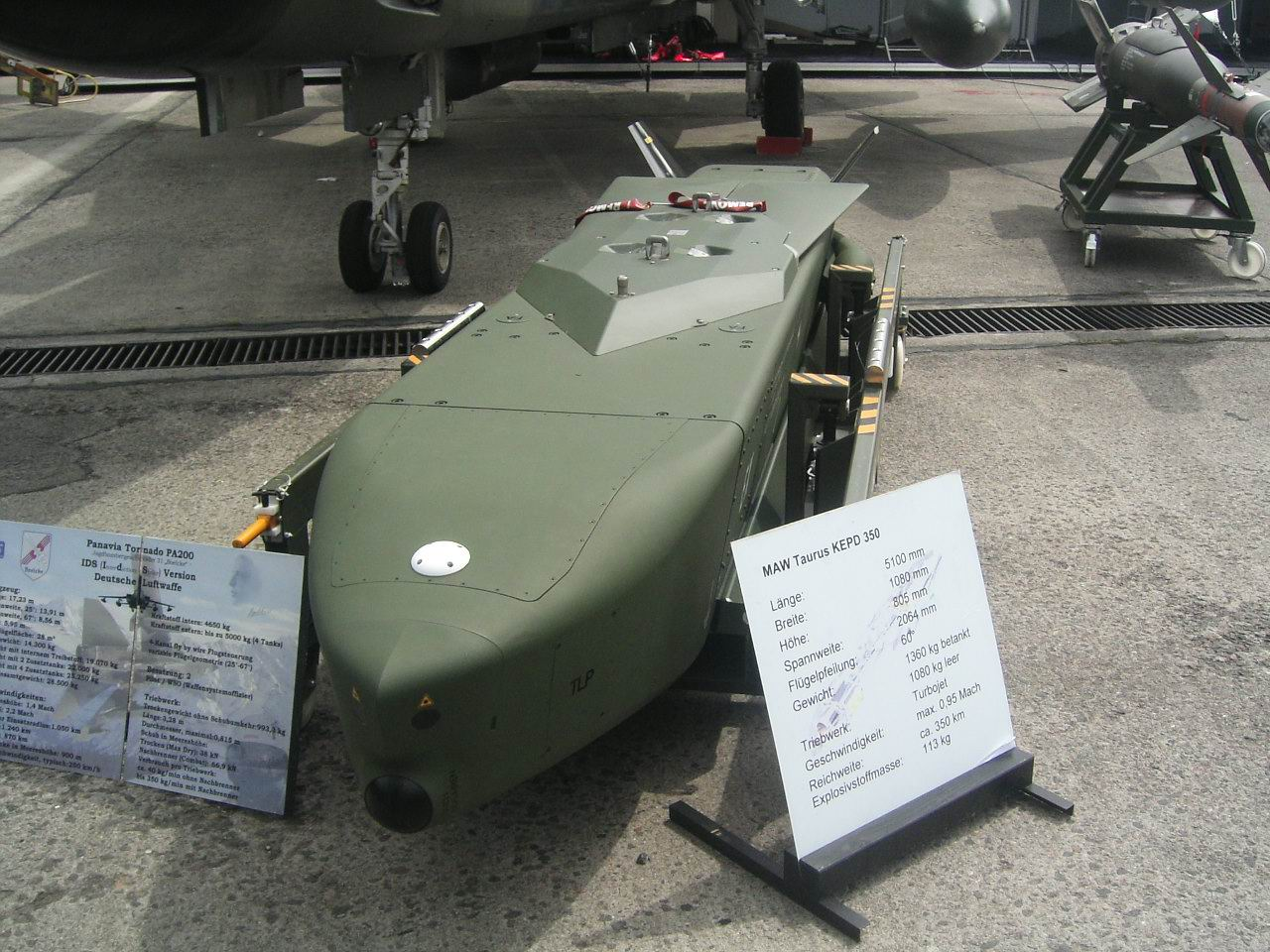
Un míssil de creuer Taurus KEPD 350 de la Luftwaffe.

Un míssil aire-superfície (en anglès: air-to-surface Missile, ASM) o míssil aire-terra (en anglès: air-to-ground Missile, AGM) és un míssil dissenyat per a ser llançat des d'una aeronau militar (bombarder, avió d'atac, caça bombarder, helicòpter d'atac o altres tipus) i atacar objectius en terra, al mar, o ambdós. Són similars a les bombes guiades però per a ser considerats com míssils han de contenir d'alguna forma un sistema de propulsió. Els dos sistemes de propulsió més comuns per als míssils aire-superfície són els motors coet i els motors de reacció. Aquests també tendeixen a correspondre amb l'abast dels míssils, curt o llarg respectivament. Alguns míssils aire-superfície soviètics són propulsats per estatoreactors, proporcionant un llarg abast i una alta velocitat al mateix temps.
El sistema de guiatge per als míssils aire-superfície normalment és mitjançant guiatge làser, guiatge infraroig, guiatge òptic o mitjançant senyals GPS. El tipus de guia depèn del tipus d'objectiu. Els vaixells, per exemple, poden ser detectats mitjançant radar passiu o actiu (en aquest cas aprofitant que es tracten de grans masses de metall), tot i que aquest sistema no és útil per a altres objectius.
Un dels principals avantatges dels míssils aire-superfície respecte a altre armes disponibles en l'arsenal aeri és la distància de llançament que permeten. Així doncs el míssil pot ser llençat a molta distància de l'objectiu, evitant la major part del perill de les armes antiaèries per a la plataforma llançadora. Alguns fins i tot permeten el llançament més enllà de l'abast visual com ara els míssils de creuer o antivaixell, els quals són capaços de localitzar i fixar l'objectiu de forma autònoma.

## Subcategories de míssils aire-superfície
- Míssils guiats antitancs llançats des de l'aire (normalment llançats des helicòpters).
- Míssils de creuer llançats des de l'aire.
- Míssils antivaixell llançats des de l'aire
- Míssils antirradiació per a destruir radars enemics.
- Míssil aeri no controlable

## Llista de míssils aire-superfície

### Argentina
- MP-1000 Blauet
- AS-25K

### Brasil
MAR-1

### Xina
- DH-10
- KD-88
- KD-63
- YJ-7 (C-701)
- C-704
- C-705
- FL-10
- CF-1 (Chang Feng 1)
- CF-2 (Chang Feng 2)
- FL-9
- FL-8
- FL-7
- TL-6
- TL-10
- Y_-12
- Y_-22
- Y_-62
- Y_-91
- C-805
- Y_-83 (C-803)
- C-802
- C-801
- C-101
- C-611
- HY sèries
- SY sèries
- FL sèries
- C-601
- Y_-63
- HN-1
- HN-3
- HN-2
- HJ-10
- HJ-9
- HJ-8
- HJ-73
- ETC ...

### Estats Units
- AGM-12 bullpup
- AGM-22
- AGM-28 Hound Dog
- AGM-45 Shrike
- AGM-48 Skybolt
- AGM-53 Condor
- AGM-62 Walley
- AGM-63
- AGM-64 Hornet
- AGM-65 Maverick
- AGM-69 SRAM
- AGM-76 Falcon
- AGM-78 Standard ARM
- AGM-79 Blue Eye
- AGM-80 Viper
- AGM-83 Bulldog
- AGM-84 Harpoon
- AGM-86 CALCM
- AGM-87 Focus
- AGM-88 Harm
- AGM-112
- AGM-114 Hellfire
- AGM-119 Penguin
- AGM-122 Sidearm
- AGM-123 Skipper
- AGM-124 Wasp
- AGM-129 ACM
- AGM-130
- AGM-131 SRAM II
- AGM-136 Tacita Rainbow
- AGM-137 TSSAM
- AGM-142 Have Nap
- AGM-153
- AGM-154 JSOW
- AGM-158 JASSM
- AGM-159 JASSM

### França
- MBDA AS 30
- MBDA Apache
- MBDA Exocet
- Storm Shadow

### Alemanya
- Taurus KEPD 350
- AGM Armiger
- Pars-3
- Euromissile HOT
- AS.34 Kormoran
- RBS 15 (en cooperació amb Suècia)

### Índia
- Brahma
- Nag

### Iran
- Qased

### Noruega
- Penguin
- Joint Strike Missile

### Pakistan
- Baktar-Shiken
- Míssil Babur
- Ra'ad

### Regne Unit
- Blue Steel Missile
- Brimstone Missile
- Green Cheese Missile (cancel in 1956)
- AGM-48 Skybolt (cancel)
- ALARMA
- Storm Shadow
- BAe Sigui Eagle

### Sud-àfrica
- Mokopa

### Suècia
- Rb 05
- RBS 15

### Turquia
- Cirit
- UMTAS

### URSS/Rússia
- AS-1 'Kennel' (KS-1  Kometa )
- AS-2 'Kipp' (K-10 S  Ien )
- AS-3 'Kangaroo' (H-20)
- AS-4 'Kitchen' (H-22 Bury)
- AS-5 'Kelta' (H-11/KSR-2)
- AS-6 'Kingfisher' (H-26/KSR-5)
- AS-7 'Kerry' (H-66, H-23  Grom )
- AS-8 (9M114V  Sturm-V )
- AS-9 'Kyle' (H-28)
- AS-10 'Karen' (H-25)
- AS-11 'kilt' (H-58  Izdeliye )
- AS-12 'Kegler' (H-25MP, H-27PS)
- AS-13 'Kingbolt' (H-59  Ovod )
- AS-14 'Kedge' (H-29)
- AS-15 'Kent' (H-55/H-65S  Izdeliye )
- AS-16 'Kickback' (H-15)
- AS-17 'Krypton' (H-31)
- AS-18 Kazoo (H-59M  Ovod-M )
- AS-19 'Koala' (P-750  Grom )
- AS-X-19 'Koala' (3M25A  Meteorit-A )
- AS-20 'Caiac' (H-35/H-37  Uran )
- AS-X-21 (Kh-90  Gela )